# Powiat Ammerland
Powiat Ammerland (niem. Landkreis Ammerland) – powiat w niemieckim kraju związkowym Dolna Saksonia. Siedzibą powiatu jest miasto Westerstede.

## Podział administracyjny
Powiat Ammerland składa się z:
- jednego miasta
- pięciu samodzielnych gmin (niem. Einheitsgemeinde)

Miasta:
| Lp. | Nazwa miasta | Ludność (31.12.2008) | Powierzchnia km² |
| --- | ------------ | -------------------- | ---------------- |
| 1   | Westerstede  | 21.964               | 179,00           |

Gminy samodzielne:
| Lp. | Nazwa gminy     | Ludność (31.12.2008) | Powierzchnia km² |
| --- | --------------- | -------------------- | ---------------- |
| 1   | Apen            | 11.021               | 76,83            |
| 2   | Bad Zwischenahn | 27.350               | 130,00           |
| 3   | Edewecht        | 21.006               | 113,50           |
| 4   | Rastede         | 20.716               | 123,00           |
| 5   | Wiefelstede     | 15.045               | 106,01           |